# Heritage Square Museum
L'Heritage Square Museum è un Museo all'aperto di storia dell'architettura che si trova nel quartiere di Montecito Heights a Los Angeles nella zona sud dell Arroyo Seco.
Fondato nel 1969 il museo mostra la storia dello sviluppo del sud della California attraverso esempi architettonici storici in particolare per gli anni dal 1850 al 1950 che furono un secolo di crescita senza precedenti per la città di Los Angeles.
È ubicato al 3800 di Homer Street accanto alla freeway denominata Arroyo Seco Parkway.

## Storia
Durante la rapida espansione urbanistica degli anni '60 gli edifici in stile vittoriano iniziarono ad essere demoliti ad un ritmo allarmante. Nel 1961 venne creato un programma denominato Los Angeles Historic-Cultural Monument che aveva lo scopo di valutare e registrare quali proprietà fossero rilevanti ai fini architettonici.
In seguito, nel 1969, un gruppo di cittadini fondò il Cultural Heritage Foundation con lo scopo di contrastare la distruzione degli edifici registrati negli anni precedenti.
Tale fondazione creo l'Heritage Square museum come ultima possibilità di rifugio per la storia e l'architettura; nel museo vennero spostati gli edifici significativi che altrimenti sarebbero stati demoliti se rimasti nelle loro posizioni originali.

## Edifici nella collezione
Sono presenti nella collezione 8 edifici storici, un treno d'epoca ed una trolly car salvati dalla demolizione e spostati nell'Heritage Square Museum tra il 1969 ed il 2005.
- Mt. Pleasant House

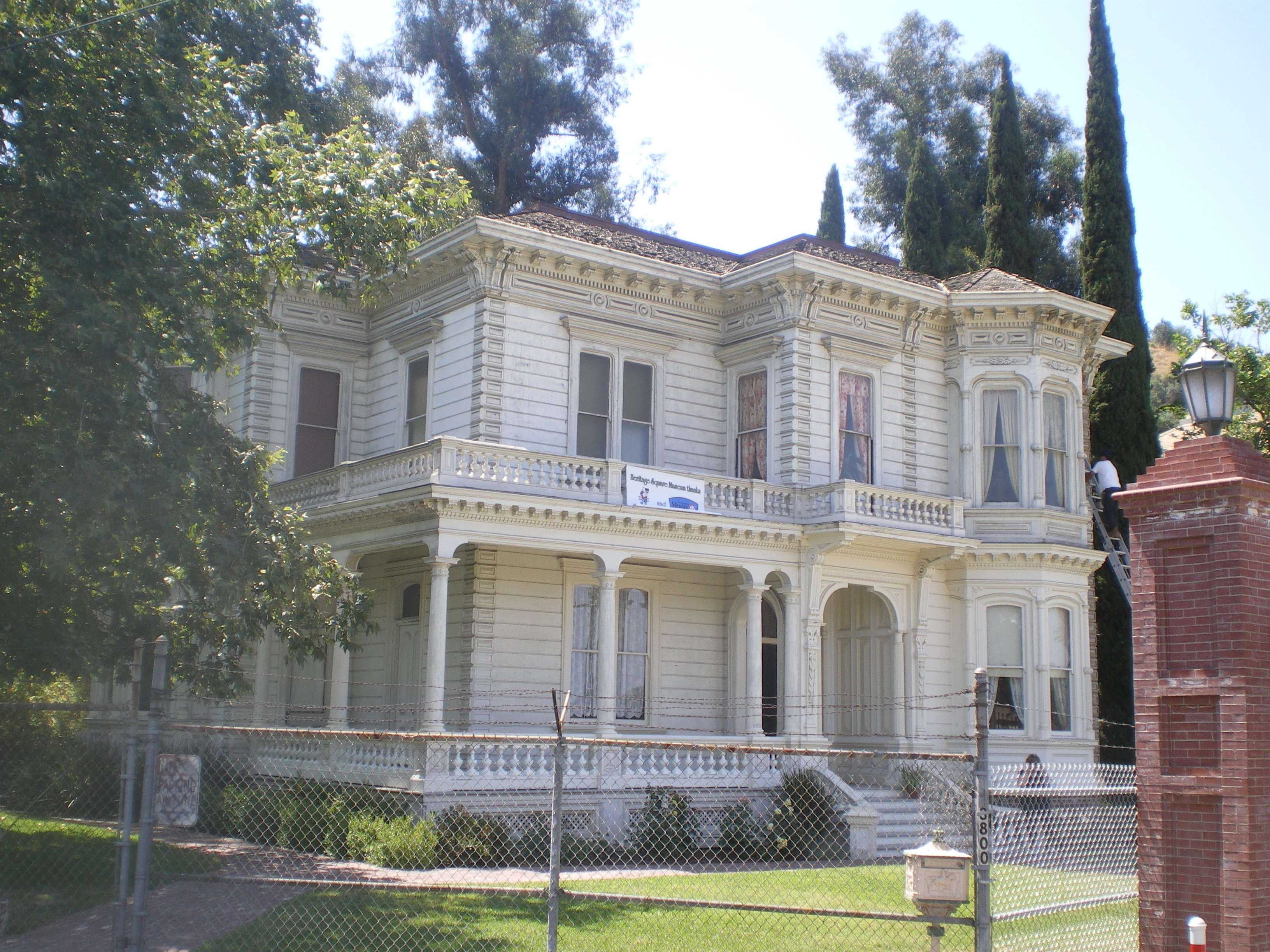
La Mount Pleasant House

La Mount Pleasant House fu costruita nel 1876 dall'uomo d'affari e magnate William H. Perry e progettata dall'architetto Ezra F. Kysor. L'abitazione contiene dettagli che trasmettono la ricchezza e lo stato sociale del proprietario, tra questi le colonne in stile corinzio, il pavimento in legno ed i camini in marmo. L'edificio, che si trovava in origine nel quartiere alla moda di Boyle Heights, è considerato come il più fine e costoso nel decennio del 1870 a Los Angeles. L'edificio venne spostato dal 1315 di Mount Pleasant Street fino al museo nel 1975.
- The Palms Depot

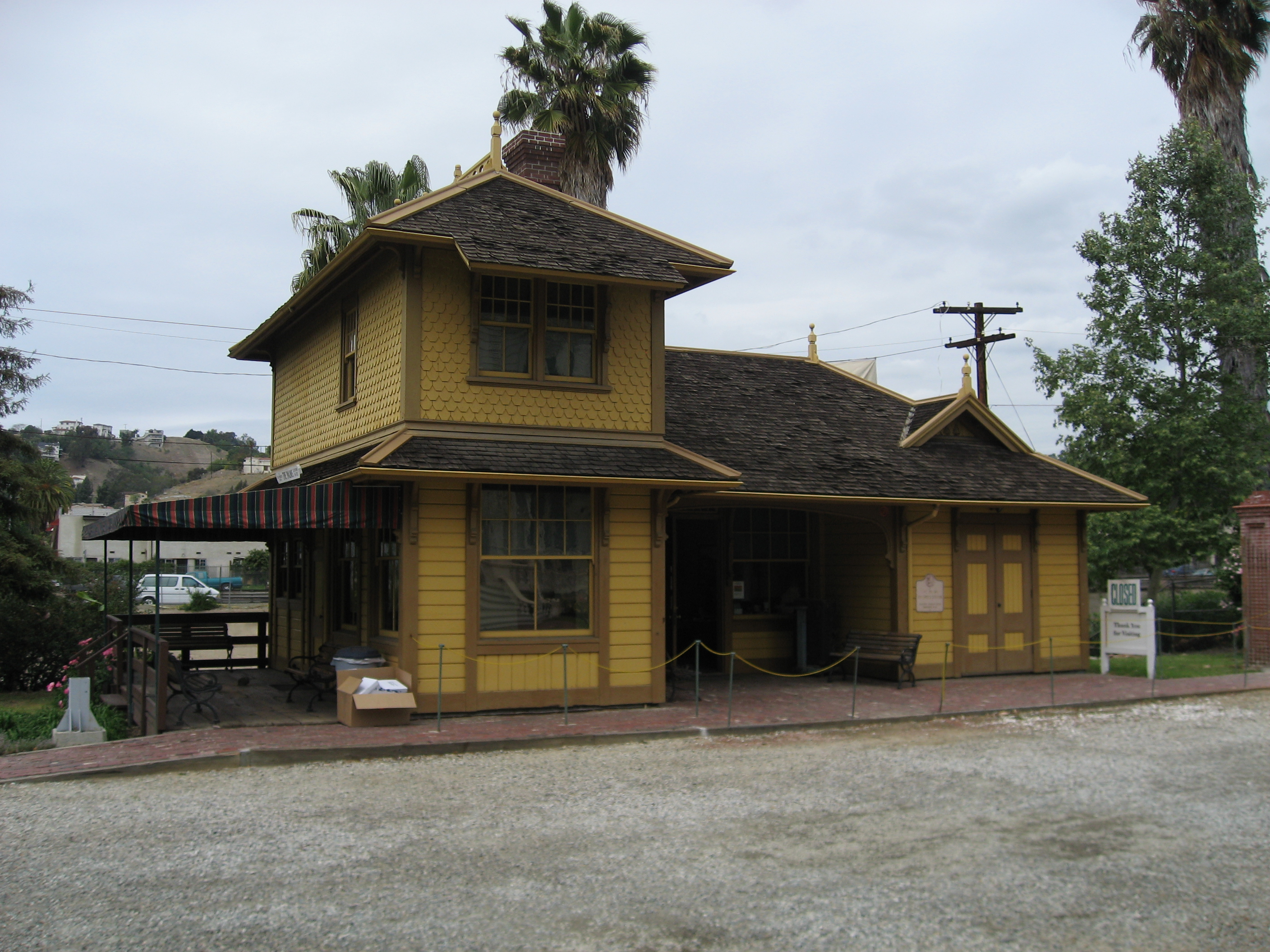
Il Palms Depot

L'edificio Palms Depot fu costruito nel 1875 per la linea ferroviaria Los Angeles and Independence Railroad che fu assorbita nel 1911 dalla Pacific Electric Railway. Venne utilizzato fino al 1953.
Nel 1963 venne dichiarato Los Angeles Historic-Cultural Monument e per evitarne la distruzione venne trasferito dalla sua posizione originale all'interno del museo.
- Longfellow-Hastings Octagon House

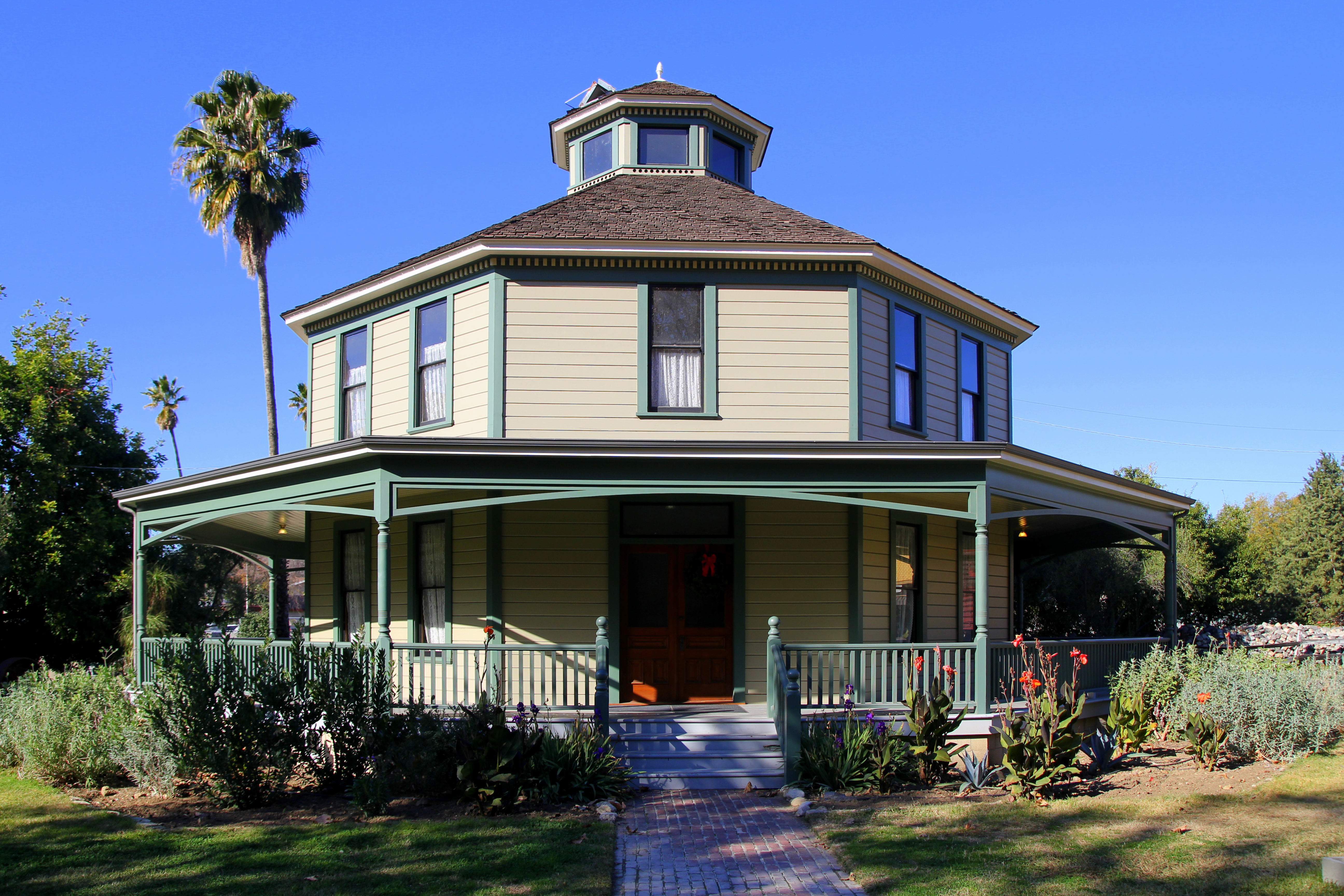
Longfellow-Hastings Octagon House

La Longfellow-Hastings Octagon House è uno dei soli 500 edifici ottagonali che rimangono negli Stati Uniti. L'edificio ottagonale nasce a metà del 19-esimo secolo da un'idea di Orson Squire Fowler secondo il quale una casa con otto lati era preferibile ad una con soli 4 lati in quanto maggiore era la luce che vi poteva entrare così come migliore era la circolazione dell'aria al suo interno. Questa tipologia di abitazione più in voga nell'est degli Stati Uniti ma dopo la guerra civile americana andò progressivamente in disuso.
L'edificio ottagonale ospitato all'interno del museo fu costruito nel 1893 e quindi inusualmente tardi rispetto alle altre costruzioni dello stesso tipo.
Costruita da Gilbert Longfellow, fu dichiarata Los Angeles Historic-Cultural Monument.
- The John J. Ford House

La Ford House fu costruita nel 1887 ed è parte di un insieme di edifici per la classe media costruiti nella downtown di Los Angeles dai Beaudry Brothers. La casa è di particolare interesse perché fu proprietà di John j.Ford, conosciuto scultore di legno. Tra i lavori da lui eseguiti sono gli intarsi del California State Capitol e del Iolani Palace alle Hawaii. Gli esterni e gli interni sono tutti in legno intarsiati a mano.
- Lincoln Avenue Methodist Church

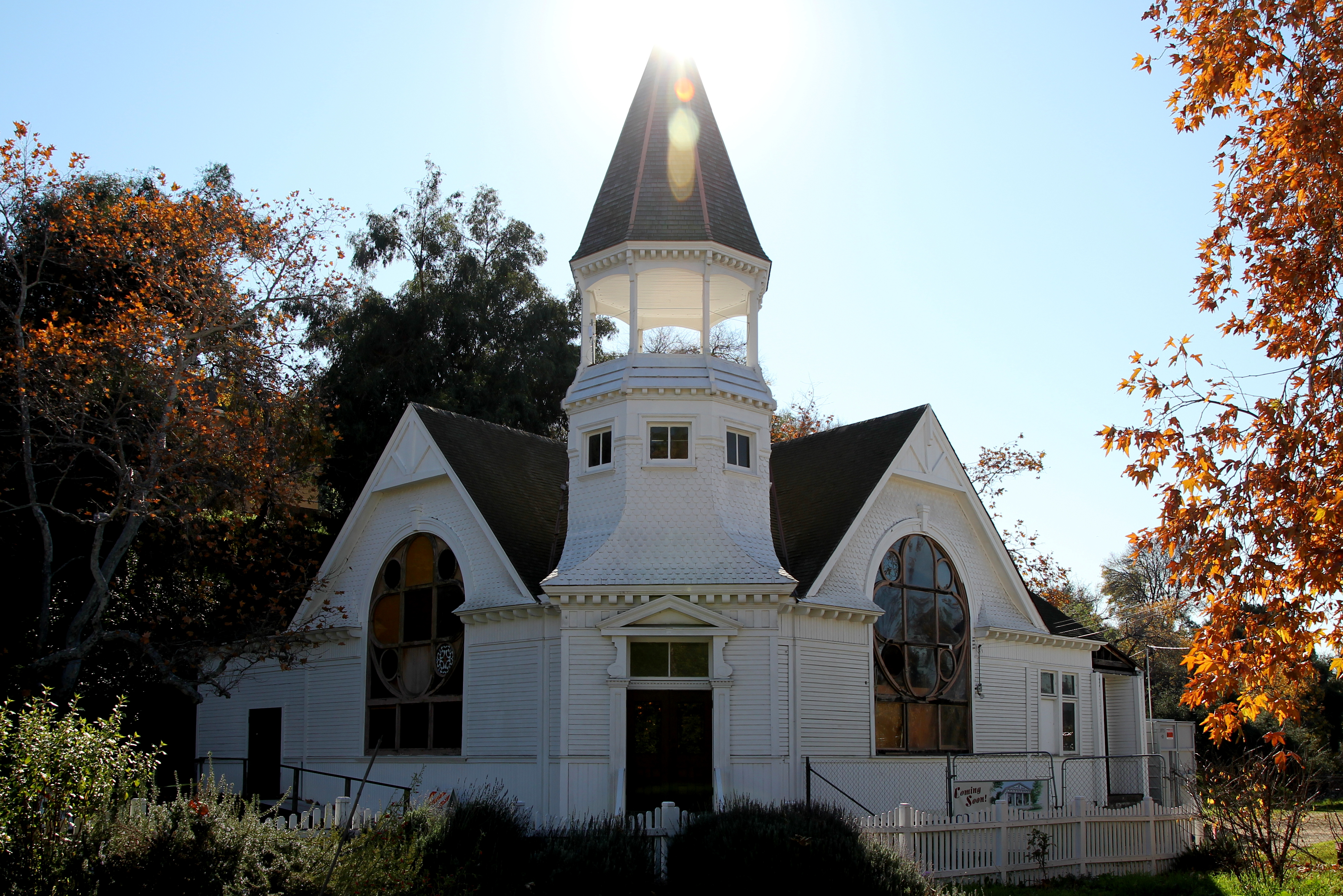
Lincoln Avenue Methodist Church

La chiesa metodista di Lincoln Avenue venne costruita nel 1897 negli stili Carpenter Gothic e Queen Anne.Nella tradizione metodista presenta l'entrata ed il pulpito in posizioni opposte secondo lo stile Akron, nato ad Akron in Ohio.
- Carriage Barn

Il Carriage Barn fu costruito nel 1899 sul terreno dove oggi sorge lo Huntington Hospital a Pasadena.
Fu costruito in stile Queen Anne con influenze neogotiche con tre frontoni e tetto spiovente. Fu salvato dalla demolizione e trasportato all'interno del museo nel 1981.
- Valley Knudsen Garden Residence — Shaw House

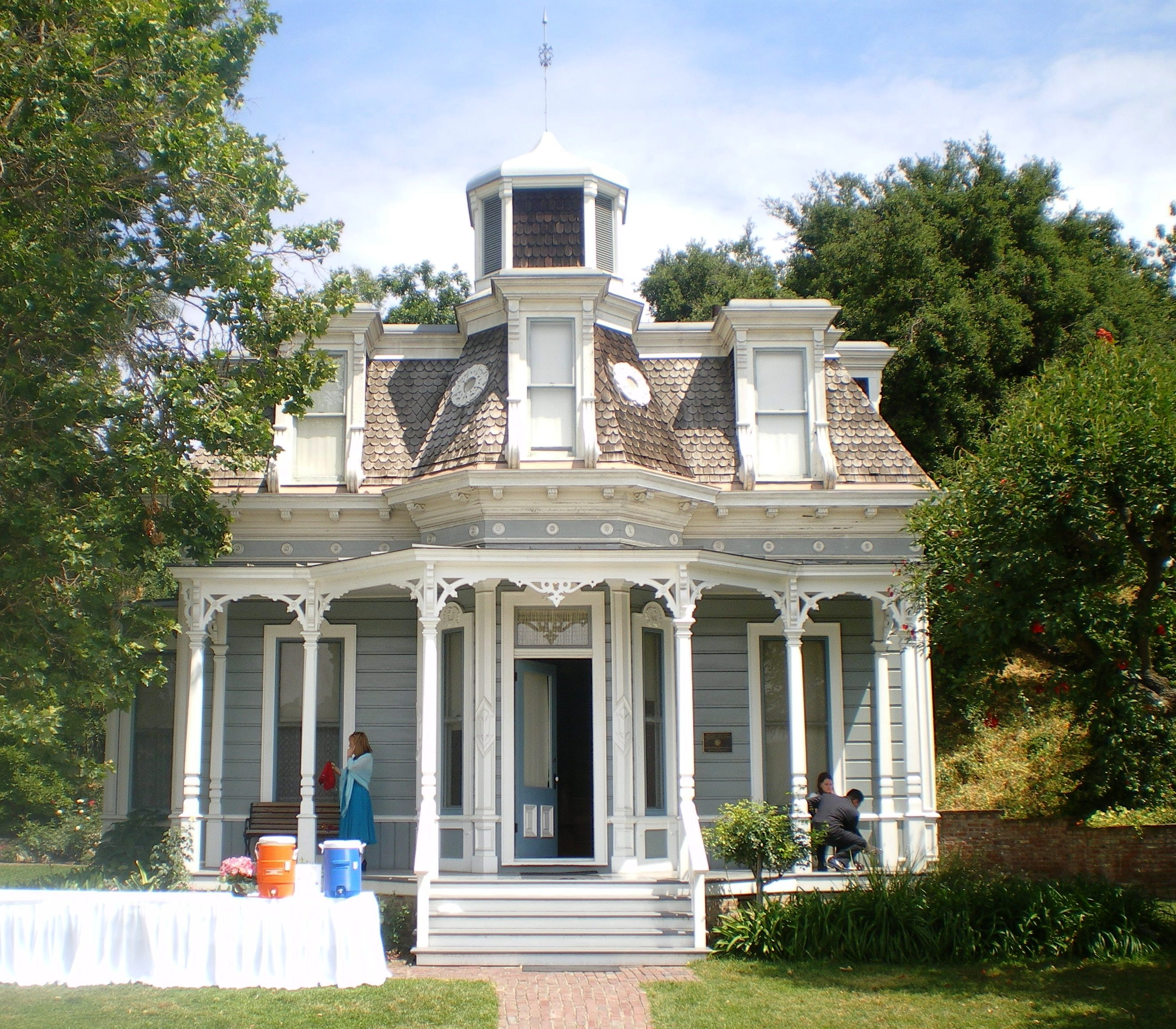
Valley Knudsen Garden Residence — Shaw House.

Dotata di uno stile unico nella costa ovest degli Stati Uniti, la Shaw House presenta uno stile secondo impero con un tetto mansardato alla francese.
- William H. Perry Residence
- Hale House
- The Salt Box